# محوطه موتور خاشی
محوطه موتور خاشی مربوط به دوره اشکانیان - سده‌های میانه دوران‌های تاریخی پس از اسلام است و در شهرستان ایرانشهر، بخش بمپور، دهستان بمپور شرقی، ۳ کیلومتری شرق شهرک شهید بهشتی واقع شده و این اثر در تاریخ ۳۰ بهمن ۱۳۸۶ با شمارهٔ ثبت ۲۱۱۴۸ به‌عنوان یکی از آثار ملی ایران به ثبت رسیده است.